# Булу (језик)
Булу је језик Булу народа у Камеруну. Матерњи је језик за 174.000 људи док је укупан број говорника око 858.000.
Припада Бенуе-конгоанској групи језика и северозападниј банту групи. Заједно са још седам других језика припада подгрупи иаунде-фанг. Нарочито је заступљен у Јужној камерунској провинцији. 
Сличан је језицима Етон [ето], Евондо [ево] и Фанг [фак]. Има више дијалеката: иелинда, иембана, иенгоно, заман, бене. Некада се користио у образовању, религији и трговини. Као језик шире комуникације у новије време се све мање користи.